# Schweinfurtergrøn
Schweinfurtergrøn eller kobberarsenitacetat er et dobbeltsalt af kobber, arsen og eddikesyre med den kemiske formel Cu(CH3COO)2 · 3 Cu(AsO2)2. Det er et meget giftigt smaragdgrønt pulver, som er blevet brugt til bekæmpelse af rotter og insekter, samt som blå farve i fyrværkeri.
Stoffet blev i 1800-tallet trods sin giftighed brugt som malerfarve og var populært pga farvens intensitet og lysægthed. Fint pulver giver en lys blågrøn farve, mens grovere pulver giver en mere dybgrøn farve. Man blev efterhånden klar over, hvor giftigt stoffet var, og frem til midten af 1900-tallet blev det i stedet hovedsagelig anvendt til skadedyrsbekæmpelse.

## Fremstilling
Schweinfurtergrøn fremstilles ved først at opløse kobberoxid i eddikesyre, og dernæst koge det dannede bundfald af kobberacetat sammen med arsensyrling, med denne samlede reaktionsligning
{\displaystyle {\ce {4 CuO + 3 As2O3 + 2 CH3COOH -> 3 Cu(AsO2)2 * Cu(CH3COO)2 + H2O}}}
Herved dannes et smudsiggrønt bundfald, som efter to-tre dages henstand i den sure væske omdannes til glinsende grønne krystaller, som dernæst filtreres og tørres. En større dækkeevne for maling opnås, hvis man koger blandingen op igen, hvorved farven udskilles som fint pulver, som er mere velegnet til olie- og lakfarver, men dog ikke har de større krystallers farveintensitet. Schweinfurtergrøn kan blandes med gips, tungspat, blysulfat eller kromgul, hvorved andre farvenuancer fås, og betegnelsen schweinfurtergrøn er brugt som fællesbetegnelse for alle kobber- og arsenholdige grønne farver.

## Anvendelse
I 1805 udviklede den østrigske kemiker Ignaz von Mitis i Kirchberg am Wechsel et farvestof, som herefter blev kaldt mitisgrøn eller kirchbergergrøn. Det var da industrimanden Wilhelm Sattler snart herefter påbegyndte en produktion af stoffet i Schweinfurt, at det blev kendt som schweinfurtergrøn.

### Farvestof
I 1814 flyttedes produktionen til det nærliggende Schonungen, og farvestoffet, som på grund af sin smukke farve bl.a. brugtes hyppigt på tapet, forhandledes herefter under et væld af navne, hvoraf man kender omkring 80.[kilde mangler] Farven blev også brugt til at gøre slik mere indbydende. Hen mod slutningen af 1800-tallet var disse grønne tapetfarver stadig så populære, at omkring to trediedele af amerikansk tapet indeholdt arsen. Fra sidste halvdel af 1800-tallet er der eksempler på, tapetfabrikanter har overmalet schweinfurter grøn tapet med andre farver for at skjule den efterhånden omstridte, sundhedsskadelige farve.
I 1882 blev det i Tyskland forbudt at bruge schweinfurtergrøn som farve, og man gik over til i stedet at bruge stoffet til skadedyrsbekæmpelse og skibsmaling.[kilde mangler]

### Skadedyrsbekæmpelse
I 1867 opdagede landmænd i Illinois og Indiana, at schweinfurtergrøn var virksom mod coloradobiller, som angreb kartoffelplanter, og på trods af betænkeligheder ved at anvende arsenforbindelser på afgrøder beregnet til fødevarer var schweinfurtergrøn i 1880-erne blevet det foretrukne middel til bekæmpelse af billerne. Det blev også brugt mod en bestemt ugle-art (sommerfugl), hvis larver angreb tobaksplanter.
I Tyskland begyndte man i 1905 at eksperimentere med schweinfurtergrøn og lignende arsenforbindelser til skadedyrsbekæmpelse i vin- og frugtplantager, og i 1920 blev stofferne godkendt til dette brug. I 1936 brugtes schweinfurtergrøn under navnene Uraniagrün, Elafrosin, Franconiagrün, Saxoniagrün, Silesiagrün og St. Urbansgrün i vinmarker, især rettet mod drueviklerens larver. Man opløste 150-200 g schweinfurtergrøn i 100 liter bordeauxvæske, en blanding af kobbersulfat og læsket kalk, som brugtes som svampemiddel.[kilde mangler]
Mens arsenindholdet i den producerede vin var ringe, indeholdt den presserest af druer, hvoraf vinbønderne fremstillede vin til eget forbrug, mellem 2 og 8 mg arsen pr. liter, hvilket ved længere tids brug kunne medføre arsenforgiftning. Dette skete i årene 1925-34 for ca. 100 vinbønder fra Kaiserstuhl-området, og i årene 1938-42 for ca. 1.000 vinbønder fra Mosel-området. Brug af arsenholdige bekæmpelsesmidler i vinmarker blev i Tyskland forbudt i november 1942.
Efter de allieredes invasion i 1944-45 af Italien blev schweinfurtergrøn i stor stil spredt fra fly, til bekæmpelse af malaria. Det blev tidligere brugt til rottebekæmpelse i Paris' kloakker, hvorved det fik navnet parisergrøn.

## Giftighed
I 1844 dokumenterede lægen Carl von Basedow i Merseburg som den første farvestoffets giftighed. Han påviste, hvordan en bestemt skimmelsvamp (Penicillium brevicaule) er i stand til at nedbryde en blanding af schweinfurtergrøn og tapetklister under frigivelse af den giftige gas trimetylarsin.[kilde mangler]
Man har længe formodet, at Napoleon Bonaparte døde af arsenforgiftning, muligvis fra tapeter i sit hjem, men i 2008 fandt en gruppe italienske forskere ud fra håranalyser frem til, Napoleon gennem hele sit liv havde været udsat for store koncentrationer af arsen.